# Émelyítő pereszke
Az émelyítő pereszke (Tricholoma lascivum) a pereszkefélék családjába tartozó, Eurázsiában honos, lomberdőkben élő, nem ehető gombafaj. 

## Megjelenése
Az émelyítő pereszke kalapja 5-8 (10) cm széles, kezdetben félgömb alakú, majd domború lesz, később kiterül; esetenként tompán púpos lehet. Széle lehajló, gyakran röviden bordás. Felszíne sima, matt. Színe fehéres vagy bőrsárgás, esetenként szürkés; közepén sötétebb foltokkal. Húsa viszonylag vastag, rostos, fehér színű. Szaga kellemetlenül édeskés, émelyítő, esetleg lisztes; íze erősen csípős, keserű utóízzel. 
Közepesen sűrű lemezei pereszkefoggal lefutók, több köztes féllemeze megfigyelhető. Színük fehéres, okkeresen foltosodhat. 
Spórapora fehér. Spórája elliptikus, sima, mérete 5,5-7 x 3,5-4,5 µm. 
Tönkje 5-8 cm magas és 1 cm vastag. Alakja hengeres, alul kissé vékonyodik, a kalaphoz képest viszonylag karcsú. Színe fehéres, nyomásra okkersárgásra vált.

### Hasonló fajok
Az ehető galambpereszkével vagy a mérgező szappanszagú pereszkével és fehér pereszkével lehet összetéveszteni.

## Elterjedése és termőhelye
Európában és Ázsiában honos. Magyarországon nem gyakori.
Lomberdőkben, inkább bükkösökben él. Júliustól novemberig terem.

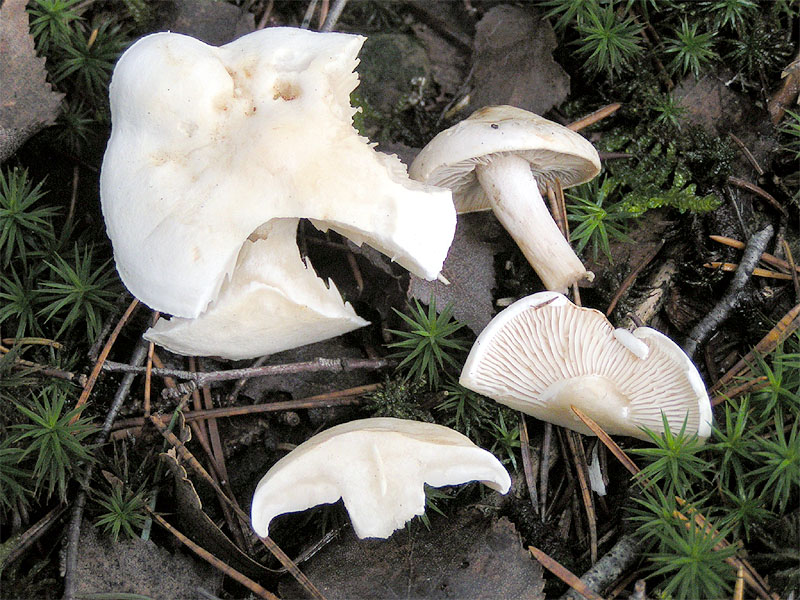
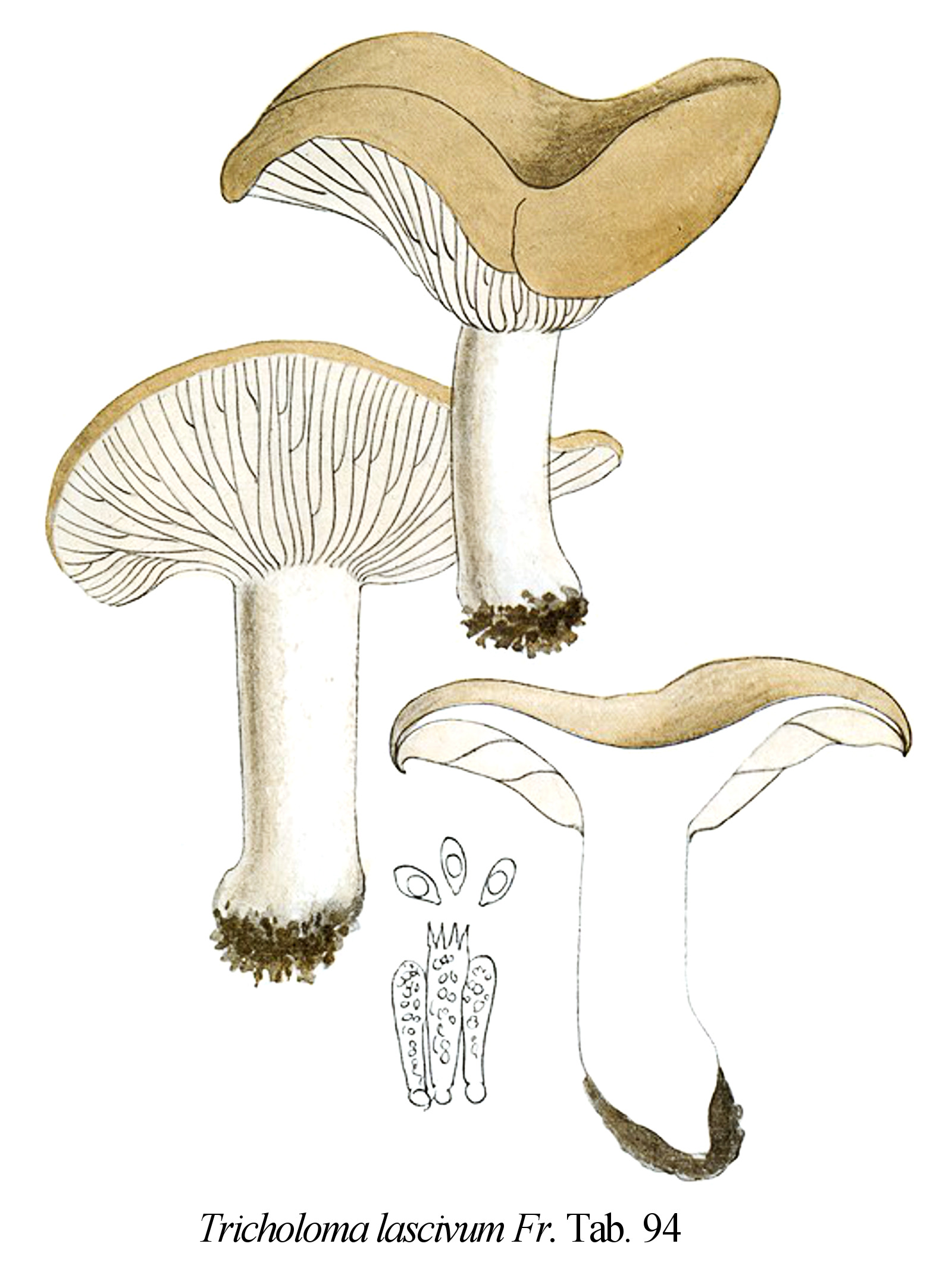
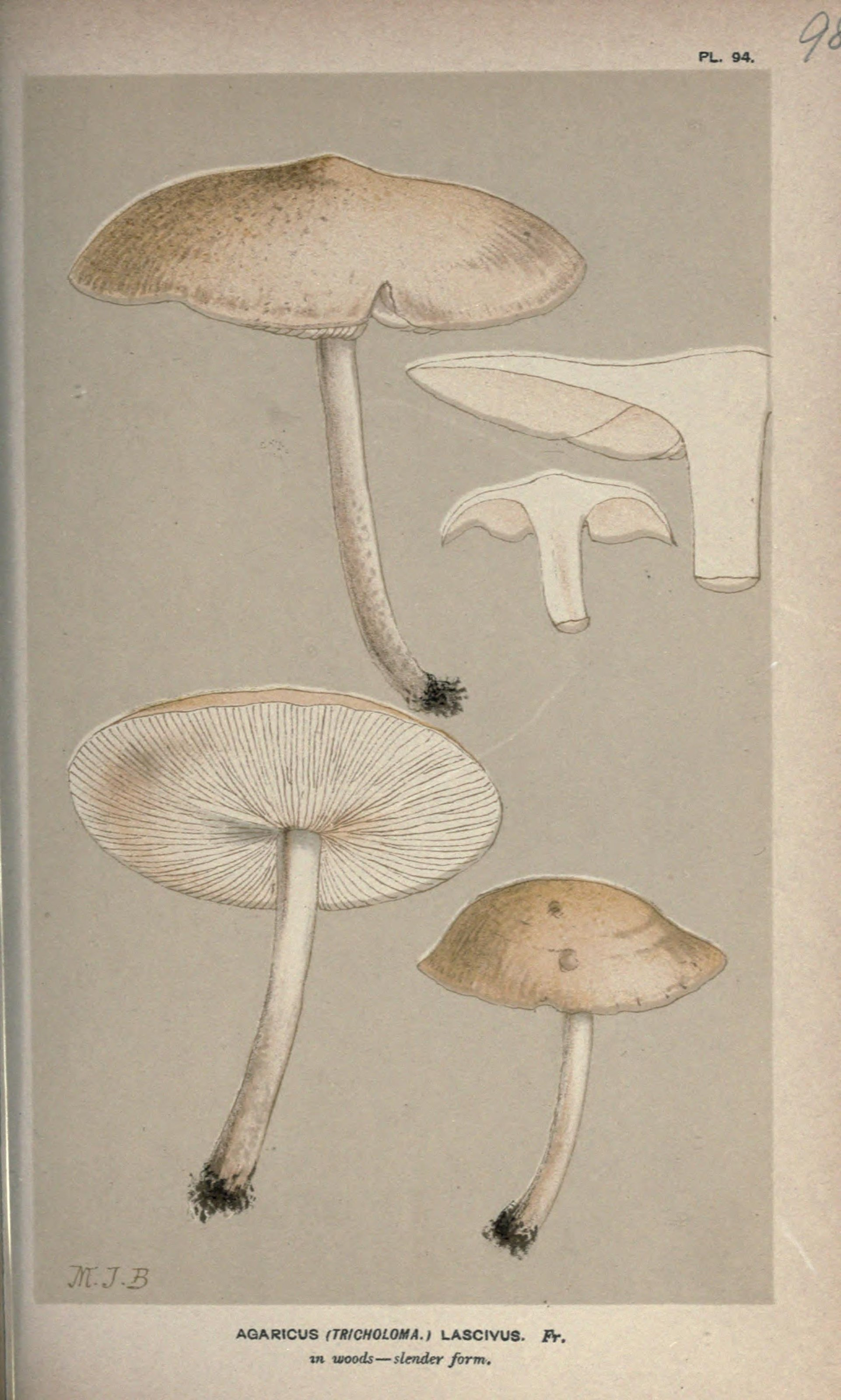
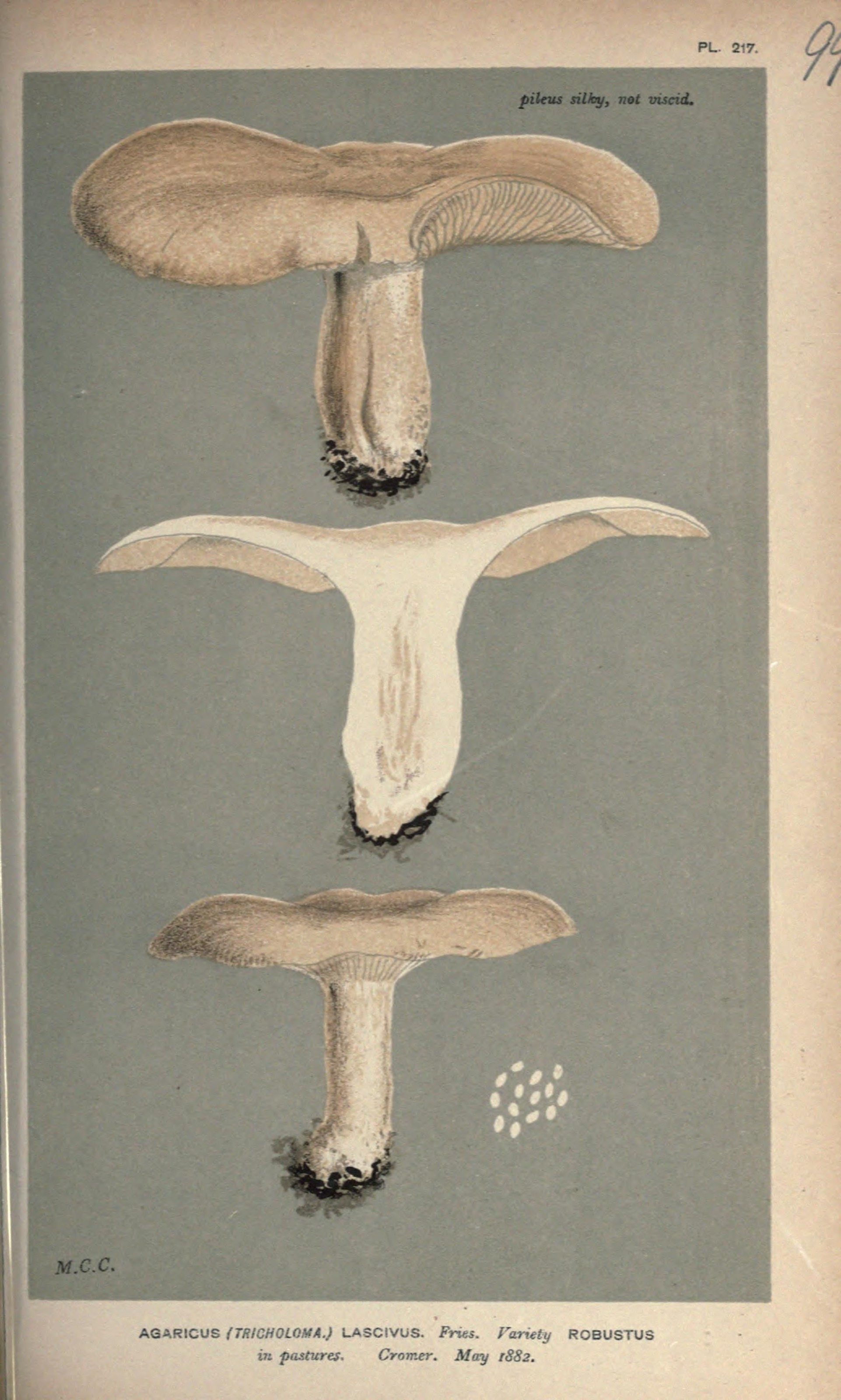

Nem ehető.  